# Melissa George

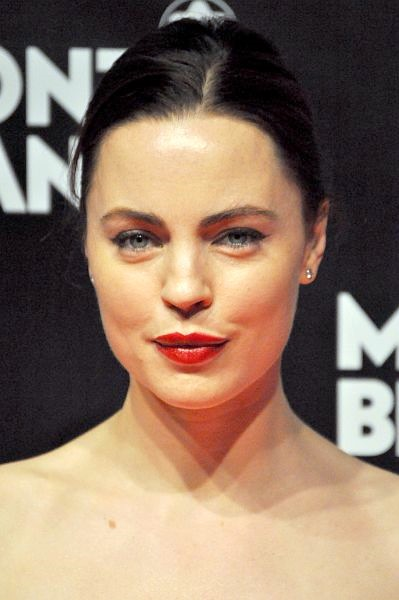
Melissa George, 2010

Melissa Suzanne George (* 6. August 1976 in Perth, Western Australia) ist eine australische Schauspielerin, die sowohl in US-amerikanischen als auch in australischen Filmen und Fernsehserien mitwirkt.

## Leben

### Karriere
Bevor sie in der australischen Fernsehserie Home and Away (Mitwirkung 1993–1996) ihre erste Rolle erhielt, war sie australische Meisterin im Rollkunstlauf. Seit ihrem Umzug nach Los Angeles spielte sie Rollen in amerikanischen bzw. von den USA mitproduzierten Filmen und Fernsehserien, zunächst hauptsächlich Nebenrollen, selten arbeitete sie auch in australischen Produktionen.
Nebenrollen hatte George unter anderem in den Filmen Dark City (1998), The Limey (1999), Mulholland Drive – Straße der Finsternis (2001) und Down with Love – Zum Teufel mit der Liebe! (2003). Conor, der Kelte, eine Fantasy-Serie von 1997, in der sie eine Nebenrolle übernahm, wurde nach nur 13 Folgen wieder abgesetzt.
In einer größeren Rolle war sie 2001 als Cheerleaderin Cleo Miller in der Highschool-Komödie Sugar & Spice zu sehen. Von 2003 bis 2004 spielte sie in der dritten Staffel der US-amerikanischen Spionage- und Action-Fernsehserie Alias – Die Agentin eine Hauptrolle als korrupte Doppelagentin Lauren Reed. In der fünften Staffel von Grey’s Anatomy bekam sie 2008 einen Nebenpart als ehemalige Assistenzärztin. Für das Horrorthriller-Remake The Amityville Horror – Eine wahre Geschichte wurde sie 2005 in der Rolle der Ehefrau und Mutter Kathy Lutz besetzt, die angesichts ihres von Dämonen besessenen Ehemannes (Ryan Reynolds) um ihr Leben fürchten muss. Im selben Jahr war sie im Psychothriller Entgleist an der Seite von Clive Owen und Jennifer Aniston als betrogene Ehefrau Deanna Schine zu sehen. 2006 fiel sie als Touristin Pru Stagler in John Stockwells Horrorfilm Turistas einem brasilianischen Organhändlerring in die Hände und ein Jahr später in einem weiteren Horrorfilm (30 Days of Night) war sie Stella Oleson, die Frau eines Kleinstadt-Sheriffs (Josh Hartnett), der sich in einen Vampir verwandelt. Ebenfalls 2007 half sie als Helen Westcott in dem brutalen Thriller WΔZ – Welche Qualen erträgst du? ihrem Freund (Stellan Skarsgård) dabei, grausame Morde aufzuklären.
2008 spielte George in der ersten Staffel der Dramaserie In Treatment – Der Therapeut als Ärztin Laura, die sich in ihren Psychotherapeuten (Gabriel Byrne) verliebt, eine der tragenden Rollen. Für ihre schauspielerische Leistung wurde sie für einen Golden Globe nominiert. Mit ihrer Hauptrolle der Mutter Jess, die im britisch-australischen Horrorfilm Triangle – Die Angst kommt in Wellen (2009) auf einem Geisterschiff in eine Zeitschleife gerät, erntete sie die Anerkennung der Kritiker. 2010 spielte sie in drei Folgen der Serie Lie to Me die Witwe eines ermordeten Multimillionärs. 2011 stand sie im britischen Survival Thriller A Lonely Place to Die – Todesfalle Highlands vor der Kamera, bei dem in schottischen Highlands spielenden Film verkörperte sie Alison.

### Persönliches
Von 2000 bis 2011 war Melissa George mit einem chilenischen Geschäftsmann verheiratet. Von 2011 bis 2016 war sie mit dem Unternehmer Jean-David Blanc liiert, mit dem sie zwei Söhne (* 2014, * 2015) hat und in Paris lebte. Das Paar trennte sich nach Vorwürfen häuslicher Gewalt.
2024 wurde sie erneut Mutter eines Sohnes. Der Vater des Kindes ist nicht bekannt.

## Auszeichnungen
- Bei den 37th Annual TV Week Logie Awards im Jahr 1995 gewann sie den Silver Logie als „beliebteste Darstellerin“ für ihre Darstellung in Home and Away.
- Sie gewann auch die Cinescape Genre-Gesicht der Zukunft-Auszeichnung – Beste Frau für ihre Rolle in Alias – Die Agentin.
- Für ihre Rolle in In Treatment wurde sie 2009 für den Golden Globe nominiert.

## Filmografie (Auswahl)

### Filme
- 1997: Fable (Fernsehfilm)
- 1998: Dark City
- 1999: The Limey

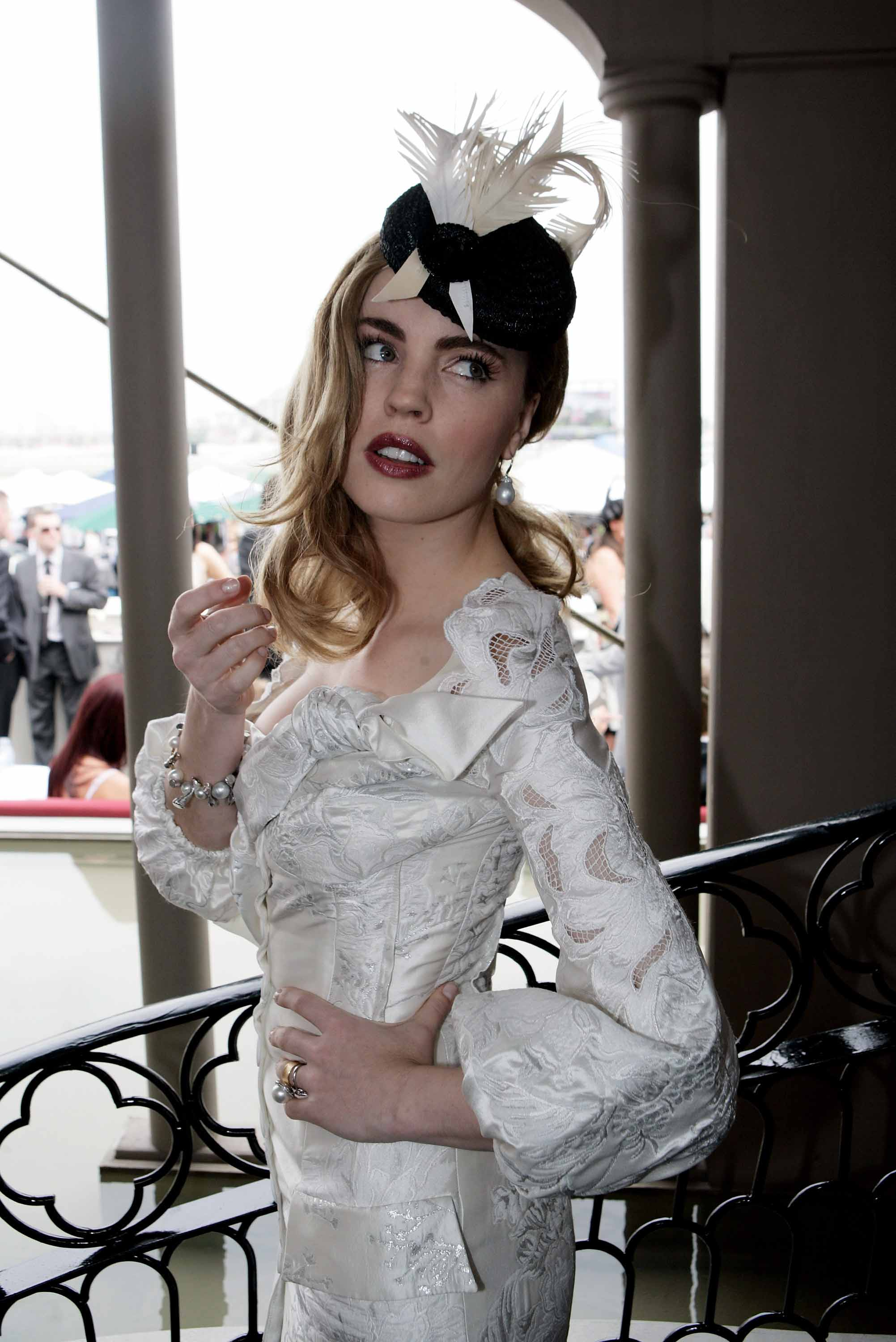
George während eines Aufenthalts in Australien im Jahre 2008

- 2001: Mulholland Drive – Straße der Finsternis (Mulholland Drive)
- 2001: Sugar & Spice
- 2001: New Port South
- 2003: Down with Love – Zum Teufel mit der Liebe! (Down with Love)
- 2005: Amityville Horror – Eine wahre Geschichte (The Amityville Horror)
- 2005: Entgleist (Derailed)
- 2006: Turistas
- 2007: 30 Days of Night
- 2007: WΔZ – Welche Qualen erträgst du? (WΔZ)
- 2007: Music Within
- 2008: The Betrayed
- 2009: Triangle – Die Angst kommt in Wellen (Triangle)
- 2010: Second Chances (Fernsehfilm)
- 2011: A Lonely Place to Die – Todesfalle Highlands (A Lonely Place to Die)
- 2011: Swinging with the Finkels
- 2012: Between Us
- 2013: Felony – Ein Moment kann alles verändern (Felony)
- 2017: Die Sinnlichkeit des Schmetterlings (The Butterfly Tree)
- 2018: Don’t Go: Zwischen Leben und Tod (Don’t Go)
- 2021: In Liebe lassen (De son vivant)

### Fernsehserien
- 1993–1996: Home and Away (Seifenoper, 358 Folgen)
- 1997: Conor, der Kelte (Roar, 5 Folgen)
- 2001: Thieves (10 Folgen)
- 2003: Friends (Folgen 9x12–9x13)
- 2003: Charmed – Zauberhafte Hexen (Charmed, Folgen 6x01–6x02)
- 2003: Monk (Folge 2x06)
- 2003–2005: Alias – Die Agentin (23 Folgen)
- 2008: In Treatment – Der Therapeut (In Treatment, 8 Folgen)
- 2008–2009: Grey’s Anatomy (8 Folgen)
- 2010: Lie to Me (3 Folgen)
- 2011: The Slap – Nur eine Ohrfeige (The Slap, 8 Folgen)
- 2011: Stephen Kings Bag of Bones (Bag of Bones, Miniserie, zwei Folgen)
- 2012: Hunted – Vertraue niemandem (Hunted, 8 Folgen)
- 2013–2014: Good Wife (The Good Wife, 8 Folgen)
- 2015: The Slap (8 Folgen)
- 2016: Heartbeat (10 Folgen)
- 2018: The First (2 Folgen)
- 2019: Star Trek: Discovery (Folge 2x08)
- 2019: Bad Mothers (2 Folgen)
- 2020: The Eddy (2 Folgen)
- 2021–2023: Moskito-Küste (The Mosquito Coast, 17 Folgen)

## Videospiel
- 2013: Edge of Twilight